# 玉磨铁路
玉磨铁路是一条自中国云南省玉溪市至勐腊县的时速160公里的电气化铁路，也是中老铁路的一部分。线路设计全长507.4公里，总投资505.45亿元，项目于2016年4月19日开工建设，2021年12月3日开通。

## 概述
玉磨铁路起玉溪市，途径普洱市、西双版纳傣族自治州，终至勐腊县磨憨站，並與磨万铁路連接往老撾人民民主共和國首都万象。